# Rincón de la Florida
Rincón de la Florida är en ort i Mexiko.   Den ligger i kommunen Amealco de Bonfil och delstaten Querétaro Arteaga, i den sydöstra delen av landet, 130 km nordväst om huvudstaden Mexico City. Rincón de la Florida ligger 2 635 meter över havet och antalet invånare är 118.
Terrängen runt Rincón de la Florida är huvudsakligen kuperad, men åt nordväst är den platt. Runt Rincón de la Florida är det ganska tätbefolkat, med 78 invånare per kvadratkilometer. Närmaste större samhälle är Amealco, 2,7 km norr om Rincón de la Florida. I omgivningarna runt Rincón de la Florida växer huvudsakligen savannskog.